# Диогу, Ике
Икечукву Сомточукву «Ике» Диогу (англ. Ikechukwu Somtochukwu "Ike" Diogu; род. 11 сентября 1983 года, Буффало, штат Нью-Йорк, США) — нигерийский и американский профессиональный баскетболист, играющий на позициях тяжёлого форварда и центрового. Был выбран на драфте НБА 2005 года в первом раунде под общим 9-м номером командой «Голден Стэйт Уорриорз».

## Ранние годы
Родители Диогу — уроженцы Нигерии, которые приехали в США в 1980 году для получения образования. Ике родился в Буффало, затем родители переехали в Гарленд, штат Техас. Ике посещал среднюю школу Академии Остина, затем школу Гарленда. Диогу относит себя к народности игбо.

## Карьера

### Колледж
Диогу с ростом в 2,06 м немного не подходил под стандарты тяжелого форварда, однако он компенсировал это физической силой и размахом рук. Диогу поступил в Университет штата Аризона, тренером игрока был Роб Эванс. В Тихоокеанской конференции и в целом в NCAA игрок завоевал несколько наград. В команде был обладателем звания «Открытие года», а затем — в своем последнем сезоне в Аризоне, «Лучшим молодым игроком года». Многие говорили о том, что Диогу останется в университете на третий сезон и только после этого будет выставляться на драфт НБА, однако он принял решение 21 июня 2005 года выйти на драфт 2005.

### НБА
Диогу был выбран на драфте 2005 года под 9 номером командой «Голден Стэйт Уорриорз». 23 декабря 2005 он набрал лучший показатель по очкам в карьере — 27 очков, реализовав 13 из 15 бросков с игры, улучшив предыдущий рекорд на 12 очков.
17 января 2007 года Диогу был обменян в «Индиану Пэйсерс» вместе с товарищами по команде Майком Данливи-младшим, Троем Мёрфи и Кейтом Маклеодом на Стивена Джексона, Эла Харрингтона, Шарунаса Ясикявичюса и Джоша Пауэлла.
26 июня 2008 года в день драфта Диогу был отдан «Индианой» в «Портленд Трэйл Блэйзерс» вместе с правами на драфт Джеррида Бэйлесса в обмен на Джаррета Джэка, Джоша Макробертса и Брендона Раша.
19 января 2009 года Диогу был обменян в «Сакраменто Кингз», а «Портленд» получил игрока «Чикаго Буллз» Майкла Раффина.
29 июля 2009 года игрок подписал контракт с «Нью-Орлеан Хорнетс», однако не провёл за команду ни одного матча.
27 сентября 2010 года Диогу подписал контракт с «Детройт Пистонс», проведя с командой предсезонную подготовку. 20 октября 2010 году контракт был расторгнут.
22 декабря 2010 года игрока на правах свободного агента подписали «Лос-Анджелес Клипперс». 6 февраля 2011 года игрок набрал лучший показатель в новой команде — 18 очков в игре против «Орландо Мэджик».
3 января 2012 года Диогу присоединился к «Сан-Антонио Спёрс», однако уже через неделю покинул команду.
В этом же году игрок решил перебраться в Китай, где выступал в плей-офф Китайской баскетбольной ассоциации. В составе «Синьцзян Флайн Тайгерс» игрок заменил ушедшего из клуба Гани Лаваля. После окончания серии плей-офф перешёл в команду «Капитанес де Аресибо», контракт был рассчитан на год.

## Достижения

### Клубные
- Чемпион Пуэрто-Рико: 2014

### Сборная Нигерии
- Победитель чемпионата Африки: 2015
- Серебряный призёр чемпионата Африки: 2017

## Статистика

### Статистика в НБА
| Сезон                                                                                    | Команда      | Регулярный сезон | Регулярный сезон | Регулярный сезон | Регулярный сезон | Регулярный сезон | Регулярный сезон | Регулярный сезон | Регулярный сезон | Регулярный сезон | Регулярный сезон | Регулярный сезон | Серия плей-офф | Серия плей-офф | Серия плей-офф | Серия плей-офф | Серия плей-офф | Серия плей-офф | Серия плей-офф | Серия плей-офф | Серия плей-офф | Серия плей-офф | Серия плей-офф |
| Сезон                                                                                    | Команда      | GP               | GS               | MPG              | FG%              | 3P%              | FT%              | RPG              | APG              | SPG              | BPG              | PPG              | GP             | GS             | MPG            | FG%            | 3P%            | FT%            | RPG            | APG            | SPG            | BPG            | PPG            |
| ---------------------------------------------------------------------------------------- | ------------ | ---------------- | ---------------- | ---------------- | ---------------- | ---------------- | ---------------- | ---------------- | ---------------- | ---------------- | ---------------- | ---------------- | -------------- | -------------- | -------------- | -------------- | -------------- | -------------- | -------------- | -------------- | -------------- | -------------- | -------------- |
| 2005/06                                                                                  | Голден Стэйт | 69               | 14               | 15,0             | 52,4             | 0,0              | 81,0             | 3,3              | 0,4              | 0,2              | 0,4              | 7,0              | Не участвовал  | Не участвовал  | Не участвовал  | Не участвовал  | Не участвовал  | Не участвовал  | Не участвовал  | Не участвовал  | Не участвовал  | Не участвовал  | Не участвовал  |
| 2006/07                                                                                  | Голден Стэйт | 17               | 0                | 13,1             | 53,0             | 0,0              | 79,5             | 3,7              | 0,3              | 0,2              | 0,6              | 7,2              | Не участвовал  | Не участвовал  | Не участвовал  | Не участвовал  | Не участвовал  | Не участвовал  | Не участвовал  | Не участвовал  | Не участвовал  | Не участвовал  | Не участвовал  |
| 2006/07                                                                                  | Индиана      | 42               | 2                | 12,8             | 45,4             | 0,0              | 80,2             | 3,3              | 0,5              | 0,1              | 0,4              | 5,8              | Не участвовал  | Не участвовал  | Не участвовал  | Не участвовал  | Не участвовал  | Не участвовал  | Не участвовал  | Не участвовал  | Не участвовал  | Не участвовал  | Не участвовал  |
| 2007/08                                                                                  | Индиана      | 30               | 1                | 10,2             | 47,8             | 0,0              | 85,1             | 2,8              | 0,3              | 0,2              | 0,1              | 5,6              | Не участвовал  | Не участвовал  | Не участвовал  | Не участвовал  | Не участвовал  | Не участвовал  | Не участвовал  | Не участвовал  | Не участвовал  | Не участвовал  | Не участвовал  |
| 2008/09                                                                                  | Портленд     | 19               | 0                | 3,8              | 31,6             | 0,0              | 75,0             | 0,9              | 0,0              | 0,1              | 0,1              | 1,4              | Не участвовал  | Не участвовал  | Не участвовал  | Не участвовал  | Не участвовал  | Не участвовал  | Не участвовал  | Не участвовал  | Не участвовал  | Не участвовал  | Не участвовал  |
| 2008/09                                                                                  | Сакраменто   | 10               | 1                | 14,2             | 60,0             | 50,0             | 75,8             | 3,9              | 0,3              | 0,2              | 0,1              | 9,2              | Не участвовал  | Не участвовал  | Не участвовал  | Не участвовал  | Не участвовал  | Не участвовал  | Не участвовал  | Не участвовал  | Не участвовал  | Не участвовал  | Не участвовал  |
| 2010/11                                                                                  | Клипперс     | 36               | 0                | 13,0             | 56,1             | 0,0              | 66,1             | 3,2              | 0,1              | 0,1              | 0,1              | 5,8              | Не участвовал  | Не участвовал  | Не участвовал  | Не участвовал  | Не участвовал  | Не участвовал  | Не участвовал  | Не участвовал  | Не участвовал  | Не участвовал  | Не участвовал  |
| 2011/12                                                                                  | Сан-Антонио  | 2                | 0                | 7,1              | 0,0              | 0,0              | 100,0            | 0,5              | 0,0              | 0,0              | 0,0              | 1,0              | Не участвовал  | Не участвовал  | Не участвовал  | Не участвовал  | Не участвовал  | Не участвовал  | Не участвовал  | Не участвовал  | Не участвовал  | Не участвовал  | Не участвовал  |
|                                                                                          | Всего        | 225              | 18               | 12,4             | 50,9             | 50,0             | 78,6             | 3,1              | 0,3              | 0,2              | 0,3              | 6,0              | Не участвовал  | Не участвовал  | Не участвовал  | Не участвовал  | Не участвовал  | Не участвовал  | Не участвовал  | Не участвовал  | Не участвовал  | Не участвовал  | Не участвовал  |
| Наведите курсор мыши на аббревиатуры в заголовке таблицы, чтобы прочесть их расшифровку. |              |                  |                  |                  |                  |                  |                  |                  |                  |                  |                  |                  |                |                |                |                |                |                |                |                |                |                |                |

### Статистика в Д-Лиге
| Сезон                                                                                    | Команда     | Регулярный сезон | Регулярный сезон | Регулярный сезон | Регулярный сезон | Регулярный сезон | Регулярный сезон | Регулярный сезон | Регулярный сезон | Регулярный сезон | Регулярный сезон | Регулярный сезон | Серия плей-офф | Серия плей-офф | Серия плей-офф | Серия плей-офф | Серия плей-офф | Серия плей-офф | Серия плей-офф | Серия плей-офф | Серия плей-офф | Серия плей-офф | Серия плей-офф |
| Сезон                                                                                    | Команда     | GP               | GS               | MPG              | FG%              | 3P%              | FT%              | RPG              | APG              | SPG              | BPG              | PPG              | GP             | GS             | MPG            | FG%            | 3P%            | FT%            | RPG            | APG            | SPG            | BPG            | PPG            |
| ---------------------------------------------------------------------------------------- | ----------- | ---------------- | ---------------- | ---------------- | ---------------- | ---------------- | ---------------- | ---------------- | ---------------- | ---------------- | ---------------- | ---------------- | -------------- | -------------- | -------------- | -------------- | -------------- | -------------- | -------------- | -------------- | -------------- | -------------- | -------------- |
| 2013/14                                                                                  | Бейкерсфилд | 42               | 33               | 31,2             | 55,3             | 33,3             | 81,9             | 9,8              | 1,5              | 0,5              | 0,9              | 18,6             | Не участвовал  | Не участвовал  | Не участвовал  | Не участвовал  | Не участвовал  | Не участвовал  | Не участвовал  | Не участвовал  | Не участвовал  | Не участвовал  | Не участвовал  |
|                                                                                          | Всего       | 42               | 33               | 31,2             | 55,3             | 33,3             | 81,9             | 9,8              | 1,5              | 0,5              | 0,9              | 18,6             | Не участвовал  | Не участвовал  | Не участвовал  | Не участвовал  | Не участвовал  | Не участвовал  | Не участвовал  | Не участвовал  | Не участвовал  | Не участвовал  | Не участвовал  |
| Наведите курсор мыши на аббревиатуры в заголовке таблицы, чтобы прочесть их расшифровку. |             |                  |                  |                  |                  |                  |                  |                  |                  |                  |                  |                  |                |                |                |                |                |                |                |                |                |                |                |

### Статистика в колледже
| Сезон                                                                                   | Команда       | GP | GS | MPG  | FG%  | 3P%  | FT%  | RPG | APG | SPG | BPG | PPG  |  |
| --------------------------------------------------------------------------------------- | ------------- | -- | -- | ---- | ---- | ---- | ---- | --- | --- | --- | --- | ---- |  |
| 2002/03                                                                                 | Аризона Стэйт | 32 | 32 | 32,2 | 60,9 | 37,5 | 73,5 | 7,8 | 0,8 | 0,3 | 1,0 | 19,0 |  |
| 2003/04                                                                                 | Аризона Стэйт | 27 | 27 | 36,9 | 53,0 | 37,8 | 81,3 | 8,7 | 1,6 | 0,4 | 1,7 | 22,8 |  |
| 2004/05                                                                                 | Аризона Стэйт | 32 | 32 | 36,4 | 57,5 | 40,0 | 79,7 | 9,8 | 1,3 | 0,6 | 2,3 | 22,6 |  |
|                                                                                         | Всего         | 91 | 91 | 35,1 | 57,2 | 38,7 | 78,4 | 8,8 | 1,2 | 0,4 | 1,7 | 21,4 |  |
| Наведите курсор мыши на аббревиатуры в заголовке таблицы, чтобы прочесть их расшифровку |               |    |    |      |      |      |      |     |     |     |     |      |  |

### Статистика в других лигах
| Сезон                                                                                   | Команда                 | Лига                  | GP  | GS  | MPG  | FG%  | 3P%  | FT%  | RPG  | APG | SPG | BPG | PPG  |  |
| 2011/12                                                                                 | Все клубы               | Все лиги              | 26  | 24  | 33,2 | 54,7 | 43,9 | 73,2 | 9,4  | 1,2 | 0,5 | 0,7 | 19,7 |  |
| 2011/12                                                                                 | Синьцзян Флаинг Тайгерс | КБА                   | 8   | 7   | 36,7 | 52,9 | 35,7 | 76,9 | 8,5  | 0,4 | 0,8 | 1,1 | 23,0 |  |
| 2011/12                                                                                 | Капитанес де Аресибо    | Чемпионат Пуэрто-Рико | 15  | 15  | 32,4 | 54,5 | 50,0 | 74,5 | 9,9  | 1,9 | 0,5 | 0,5 | 18,1 |  |
| 2011/12                                                                                 | Капитанес де Аресибо    | Лига ФИБА Америка     | 3   | 2   | 28,0 | 62,9 | 60,0 | 61,1 | 9,7  | 0,0 | 0,3 | 0,7 | 19,3 |  |
| 2012/13                                                                                 | Все клубы               | Все лиги              | 82  | 60  | 30,9 | 54,7 | 34,1 | 81,3 | 9,2  | 1,0 | 0,4 | 0,5 | 18,0 |  |
| 2012/13                                                                                 | Гуандун Саузерн Тайгерс | КБА                   | 41  | 21  | 29,3 | 61,8 | 25,0 | 84,1 | 9,7  | 0,6 | 0,6 | 0,4 | 16,9 |  |
| 2012/13                                                                                 | Леонес де Понсе         | Чемпионат Пуэрто-Рико | 41  | 39  | 32,5 | 49,4 | 35,4 | 78,9 | 8,6  | 1,5 | 0,3 | 0,7 | 19,0 |  |
| 2013/14                                                                                 | Леонес де Понсе         | Чемпионат Пуэрто-Рико | 38  | 37  | 31,2 | 49,0 | 36,1 | 76,3 | 9,1  | 1,5 | 0,6 | 0,7 | 16,8 |  |
| 2014/15                                                                                 | Дунгуань Леопардс       | КБА                   | 41  | 17  | 30,1 | 56,5 | 43,7 | 80,2 | 10,5 | 1,0 | 0,8 | 0,9 | 23,0 |  |
|                                                                                         |                         | Всего                 | 187 | 138 | 31,1 | 54,1 | 38,5 | 79,2 | 9,5  | 1,1 | 0,5 | 0,7 | 19,1 |  |
| Наведите курсор мыши на аббревиатуры в заголовке таблицы, чтобы прочесть их расшифровку |                         |                       |     |     |      |      |      |      |      |     |     |     |      |  |

## Национальная сборная
Диогу выступает за национальную команду Нигерии. В 2012 году в её составе игрок выступал на летней Олимпиаде в Лондоне.